# Qualificazioni al campionato mondiale femminile di calcio 2011
Questa voce raccoglie un approfondimento sulle gare di qualificazione alla fase finale del campionato mondiale femminile di calcio 2011.

## AFC
Come nel ciclo precedente dei Mondiali, la Coppa d'Asia femminile 2010 è servita da torneo di qualificazione. Le cinque migliori nazioni dell'AFC, cioè Corea del Nord, Corea del Sud, Giappone, Cina e Australia sono state promosse direttamente alle finali (tenute dal 19 al 30 maggio 2010). A queste si sono unite le vincitrici di ciascuno di tre gruppi di qualificazione tenuti nel luglio 2009. Un girone preliminare delle finali tenutosi in aprile-maggio 2009 ha decretato le squadre qualificate alle semifinali disputate a Chengdu, Cina. Le due finaliste, l'Australia e la Corea del Nord e la vincitrice del match per il terzo e quarto posto, il Giappone, sono qualificate ai Mondiali di calcio femminili del 2011. Per la prima volta nella storia dei mondiali la Cina non è riuscita a qualificarsi.
Si qualificano:
- 3 squadre.

Squadre qualificate:
- Australia (vincitrice nella fase finale);
- Giappone (finalista nella fase finale);
- Corea del Nord (3º classificata nella fase finale).

## CAF
Come nel ciclo precedente dei Mondiali, l'African Women's Championship ha avuto la funzione di torneo di qualificazione. Si è iniziato con un turno preliminare che si è tenuto nel marzo 2010. I vincitori sono avanzati al primo turno di qualificazione tenutosi fra maggio e giugno. Le sette squadre vincitrici di questo turno, oltre al Sudafrica, paese ospitante, sono avanzate alla fase finale disputata dal 31 ottobre al 14 novembre 2010. Le otto squadre sono state divise in due gruppi; le due migliori di ogni gruppo, Guinea Equatoriale, Nigeria, Camerun e Sud Africa, sono avanzate alle semifinali e le vincitrici delle semifinali si sono qualificate alle finali della Coppa del Mondo 2011 in Germania.
Si qualificano:
- 2 squadre.

Squadre qualificate:
- Nigeria (vincitrice African Women's Championship)
- Guinea Equatoriale (finalista African Women's Championship)

## CONCACAF
Come negli ultimi Mondiali, la Women's Gold Cup organizzata dalla CONCACAF è servita da torneo di qualificazione. Gli Stati Uniti, il Canada e il Messico sono state direttamente ammesse al torneo, mentre due squadre dell'America Centrale e tre squadre delle isole caraibiche hanno dovuto qualificarsi. La fase finale si è svolta a Cancún, in Messico, dal 28 ottobre all'8 novembre 2010, e si è conclusa con la vittoria del Canada sul Messico: entrambe le squadre hanno così ottenuto la qualificazione al Mondiale. La terza classificata, gli Stati Uniti, sfiderà l'Italia, vincitrice del torneo di ripescaggio organizzato dalla UEFA, nello spareggio che assegnerà l'ultimo posto disponibile per il Mondiale.
Si qualificano:
- 2 o 3 squadre.

Squadre qualificate:
- Canada (vincitrice Women's Gold Cup);
- Messico (finalista Women's Gold Cup).

## CONMEBOL
Come nella precedente edizione delle qualificazioni ai Mondiali, il campionato sudamericano ha fatto da torneo di qualificazione. La manifestazione si è tenuta in Ecuador dal 4 al 21 novembre 2010. Le finaliste del torneo, Brasile e Colombia, si sono qualificate ai Mondiali.
Si qualificano:
- 2 squadre.

- Brasile (vincitrice Sudamericano Femenino);
- Colombia (finalista Sudamericano Femenino).

## OFC
Come nel ciclo precedente dei Mondiali, l'Oceania Women's Championship Cup ha fatto da torneo di qualificazione. Il torneo si è tenuto ad Auckland, in Nuova Zelanda, dal 29 settembre all'8 ottobre 2010. Le squadre hanno giocato in due gruppi da quattro squadre, seguiti da semifinali, finale 3º/4º posto e finalissima. La squadra vincitrice, la Nuova Zelanda, si è infine qualificata.
Si qualifica:
- 1 squadra.

Squadra qualificata:
- Nuova Zelanda (vincitrice Oceania Women's Nations Cup).

## UEFA
Le 41 squadre sono state divise in otto gruppi, le cui partite si sono giocate tra l'agosto del 2009 e quello del 2010. Le squadre vincitrici di ciascun girone si sono affrontate nel settembre del 2010 in gare di andata e ritorno: Le 4 squadre vincenti si sono qualificate direttamente alla fase finale del Mondiale, mentre le quattro squadre perdenti si sono sfidate in un mini-torneo di ripescaggio vinto dall'Italia, che però per qualificarsi alla fase finale del Mondiale di Germania dovrà battere nello spareggio interzonale la squadra degli Stati Uniti, terza qualificata nella Women's Gold Cup organizzata dalla CONCACAF.
Si qualificano:
- 4 o 5 squadre.

Squadre qualificate:
- Svezia (1ª classificata nel gruppo 4, vincitrice play-off);
- Norvegia (1ª classificata nel gruppo 5, vincitrice play-off);
- Inghilterra (1ª classificata nel gruppo 6, vincitrice play-off);
- Francia (1ª classificata nel gruppo 1, vincitrice play-off).

## Spareggio UEFA-CONCACAF
Nelle qualificazioni interzonali è stato giocato uno spareggio tra la terza classificata nella Women's Gold Cup organizzata dalla CONCACAF, gli Stati Uniti, e la vincitrice nel torneo di ripescaggio organizzato dalla UEFA, ovvero l'Italia. Le partite di andata e ritorno sono state giocate il 20 e il 27 novembre 2010, la prima nello Stadio Euganeo di Padova e la seconda al Toyota Park di Bridgeview, Illinois. Entrambe le partite sono state vinte dagli Stati Uniti per 1-0, qualificandosi così per la fase finale dei mondiali.
| Squadra 1 | Totale | Squadra 2   | Andata | Ritorno |
| --------- | ------ | ----------- | ------ | ------- |
| Italia    | 0 - 2  | Stati Uniti | 0 - 1  | 0 - 1   |

| Arbitro: | Silvia Elizabeth Reyes Juarez |

|  |           |              |
|  | Marcatori | 90+4’ Morgan |

| Arbitro: | Cha Sung-Mi |

|               |           |  |
| Rodriguez 40’ | Marcatori |  |

Squadra qualificata:
- Stati Uniti (vincitrice play-off);